# Aeroportul Dibba
Aeroportul Dibba (IATA: BYB) este un aeroport din Dibba Al-Baya⁠(d), Musandam Governorate⁠(d), Oman.
Situat la o altitudine de 282 m, aeroportul dispune de o singură pistă.